# محاولة الهروب من سجن ديريك
كانت محاولة الهروب من سجن ديريك ثورة منظمة في مركز الاحتجاز في المالكية (ديريك) في 5 أبريل 2019، وهي محاولة قام بها سجناء ينتمون إلى تنظيم الدولة الإسلامية في العراق والشام. وقد أطلق المحتجزون انتفاضة منسقة لتسهيل هروبهم، لكنها أحبطت بفضل التدخل السريع لقوات الأمن المحلية والقوات الجوية للولايات المتحدة.

## خلفية
بما أن قوات سوريا الديمقراطية، بدعم من تحالف الدولي لقوة المهام المشتركة – عملية العزم الصلب، هزمت الدولة الإسلامية في العراق والشام (داعش) في عدد من الحملات خلال الحرب الأهلية السورية، فقد تم القبض على آلاف من أعضاء تنظيم الدولة الإسلامية في العراق واحتجازهم في عدة مرافق في جميع أنحاء روجافا، وهي شبه دولة في شمال سوريا. وأحد مراكز الاحتجاز الأكثر أمنا لأعضاء تنظيم الدولة الإسلامية في العراق والشام هو سجن ديريك في المالكية، وهي بلدة بالقرب من الحدود العراقية - السورية، حيث يحتجز نحو 400 من مقاتلي تنظيم الدولة الإسلامية في العراق والشام. ويشمل ذلك عددا كبيرا من الجهاديين الدوليين، ولا سيما 20 من الرعايا الفرنسيين، الذين شارك بعضهم في هجمات تولوز 2012 وباريس نوفمبر 2015. ويعتقد أن المحتجزين الفرنسيين يشكلون إحدى الجماعات الدافعة وراء عملية الفرار من السجن.

## محاولة الهروب
في صباح يوم 5 أبريل 2019، استفاد السجناء من ضعف الأمن أثناء ساعة استخدام المرحاض. وفي الوقت نفسه، هاجم حوالى 200 محتجز حراس السجن في محاولة لاحتجاز أحد الحارس كرهينة والاستيلاء على أسلحة نارية لتسهيل الهروب. واستجابت قوات الأمن المحلية بسرعة للانتفاضة، وأرسلت عددا كبيرا من التعزيزات من قوات سوريا الديمقراطية إلى سجن ديريك. قامت القوات الجوية للولايات المتحدة بإرسال طائرتين من الطائرات المقاتلة حلقت على علو منخفض فوق السجن لتخويف السجناء من أجل تسليم أنفسهم. وبعد بضع ساعات، تم إخماد تمرد السجن، وقيل إنه تم «سلميًا». ولم يتمكن أي من السجناء من الفرار، على الرغم من أن التمرد قيل إنه اقترب من تحقيق النجاح.

## تبعات
قامت طائرة قوة المهام المشتركة – عملية العزم الصلب بإجراء رصد جوي للمنطقة بعد محاولة الفرار، بما يكفل عدم فرار أي سجين من السجناء. تم تشديد الأمن في سجن ديريك. وتم فيما بعد توزيع السجناء الفرنسيين على مراكز احتجاز أخرى بناء على طلب الحكومة الفرنسية. وقد تم ذلك بحيث أصبحت محاولة الهروب المنظمة الأخرى أقل احتمالا. و ذكر ريدور خليل مسؤول العلاقات الخارجية في قوات سوريا الديمقراطية أن محاولة الهروب «تبين أن هؤلاء الناس إرهابيون، وقتلة، ويشكلون خطراً، وهي حالة سبق أن أعربنا عنها من قبل». كما طلب مرة أخرى بالنيابة عن قوات سوريا الديمقراطية المساعدة في إدارة شؤون السجناء.